# Sonjay Dutt
Retesh Bhalla (Washington, DC, 7 de Abril de 1982), é um lutador de wrestling profissional norte-americano, que atualmente trabalha para a Total Nonstop Action Wrestling (TNA) sob o nome de ringue Sonjay Dutt.

## Carreira no Wrestling
- KYDA Pro wrestling (2001-2002)
- Major League Wrestling (2003-2004)
- Circuito Independente (2006-2008)
- Total Nonstop Action Wrestling (2004-Presente)

## Títulos e prêmios
- KYDA Pro Wrestling
  - KYDA Pro Mid-Atlantic Champion (2 vezes)
- Combat Zone Wrestling
  - CZW World Junior Heavyweight Championship (2 vezes)
  - CZW Best of the Best (vencedor)
- CyberSpace Wrestling Federation
  - CSWF Cruiser X Championship (1 vez)
  - CSWF Tag Team Championship (2 vezes) – com Ruckus (1) e Prince Nana (1)
- Danger Zone Wrestling
  - DZW Tag Team Championship (1 vez) – com Sean Lei
- Global Wrestling Alliance
  - GWA Tag Team Championship (1 vez) – com Sean Lei
- Major League Wrestling
  - MLW Junior Heavyweight Championship (1 vez)[1]
- National Wrestling Alliance
  - NWA Impact Junior Heavyweight Championship (1 vez)
- Plymouth Championship Wrestling
  - PCW Heavyweight Championship (1 vez) [2]
- Total Nonstop Action Wrestling
  - TNA X Division Championship (1 vez) [3]
  - TNA 2006 World X Cup Tournament vencedor (com Alex Shelley, Chris Sabin e Jay Lethal - Team USA)
- UWA Hardcore Wrestling
  - 2006 Grand Prix Tournament Champion
- Wrestling Observer Newsletter awards
  - Worst Worked Match of the Year (2006) TNA Reverse Battle Royal no Bound for Glory